# Parafia św. Macieja w Pawłowie Kościelnym
Parafia pw. św. Macieja w Pawłowie Kościelnym – rzymskokatolicka parafia należąca do dekanatu dzierzgowskiego, diecezji płockiej, metropolii warszawskiej. Poprzednio należała do dekanatu przasnyskiego, diecezji płockiej, metropolii warszawskiej. Siedziba parafii mieści się w Pawłowie Kościelnym.
Parafia została erygowana 2 lutego 1456 przez bpa Pawła Giżyckiego.

## Miejsca święte

### Kościół parafialny
Kościół murowany (stojący do dziś) pod wezwaniem Najświętszej Maryi Panny i św. Antoniego w stylu gotyckim. Poważnie zniszczony w czasie II bitwy przasnyskiej. Kościół został odbudowany z inicjatywy ks. Stanisława Bobińskiego i Jana Więckowskiego.

## Obszar parafii

### Miejscowości i ulice
W granicach parafii znajdują się miejscowości:

- Jastrzębiec,
- Kadzielnia,
- Kosmowo,
- Kostusin,
- Pawłowo Kościelne,
- Rzęgnowo,
- Pawłówko